# Windows Embedded Industry
A Windows Embedded Industry (korábban Windows Embedded POSReady és Windows Embedded for Point of Service) a Microsoft Windows CE termékcsaládjának pénztárgépekre és bankautomatákra szánt verziója. Utódja a Windows 10 IoT Enterprise.

## Kiadások

### Windows Embedded for Point of Service (WEPOS)
A 2005. május 24-én megjelent Windows Embedded for Point of Service a termékcsalád első olyan tagja, amelyet lehetséges a Windows Update-en keresztül frissíteni. A Service Pack 3 javítócsomagot 2008. október 8-án adták ki. A Microsoft új terméktámogatási politikájának 2016-os életbelépésekor az Internet Explorer 6-os verziójának támogatása megszűnt, egyben a WEPOS lett az utolsó, az IE 7 által támogatott operációs rendszer.

### Windows Embedded POSReady 2009
A 2008. december 9-én megjelent POSReady 2009 tartalmazza az Internet Explorer 7-et, valamint a .NET keretrendszer 3.5-ös vagy magasabb verziójának megléte esetén támogatja az XPS formátumot. A Windows XP támogatásának 2014-es megszűnésekor többen jelezték, hogy a rendszerleíró adatbázis módosításával a Windows Update a rendszert POSReady 2009-ként ismeri fel, így továbbra is érkezhetnek hozzá frissítések. A Microsoft által ellenjavallt metódus egyes alkalmazások problémás működéséhez vezethet.
Támogatása 2019. április 9-én szűnt meg.

### Windows Embedded POSReady 7
A Windows 7 Service Pack 1-en alapuló verzió 2011. július 1-jén jelent meg. Általános támogatása 2016. október 11-én, kiterjesztett támogatása pedig 2021. október 12-én szűnt meg. Az OEM-eken keresztüli előfizetéses modellben biztonsági frissítéseket 2024. október 8-ig adnak ki.

### Windows Embedded Industry 8
A Windows 8-on alapuló Embedded Industry 8 Pro, Pro Retail és Enterprise verziói 2013. április 2-án jelentek meg; előbbi kettő csak előtelepített formában, utóbbi pedig mennyiségi licencelés keretében érhető el. A Pro Retail verzió a kereskedelmi igényeket, az Enterprise pedig a Windows 8 Enterprise-zal való integrációt célozza meg (utóbbit használják az Alaska Airlines repülőinek szórakoztató eszközein is).
Támogatása 2016-ban megszűnt, további frissítések csak a 8.1-es verzióhoz érhetőek el.

### Windows Embedded Industry 8.1
Az Embedded Industry 8.1 2013. október 17-én jelent meg a Windows 8.1 részeként. A Windows Embedded 8.1 Industry Update-et 2014. április 16-án adták ki.
Általános támogatása 2018. július 10-én szűnt meg, kiterjesztett támogatása pedig 2023. július 11-éig tartott.

## Rendszerkövetelmények
| Kiadás        | Memória | Tárhely |
| ------------- | ------- | ------- |
| WEPOS         | 64 MB   | 380 MB  |
| POSReady 2009 | 512 MB  | 480 MB  |
| POSReady 7    | 1 GB    | 16 GB   |
| 8 Industry    | 1 GB    | 16 GB   |
| 8.1 Industry  | 1 GB    | 16 GB   |

## Fordítás
- Ez a szócikk részben vagy egészben  a   Windows Embedded Industry című angol Wikipédia-szócikk ezen változatának fordításán alapul.  Az eredeti cikk szerkesztőit annak laptörténete sorolja fel. Ez a jelzés csupán a megfogalmazás eredetét és a szerzői jogokat jelzi, nem szolgál a cikkben szereplő információk forrásmegjelöléseként.